# AES11
Lo standard AES11 pubblicato dalla Audio Engineering Society indica un approccio sistematico alla sincronizzazione di segnali audio digitali. Lo standard pone raccomandazioni circa l'accurazione dei campioni di clock incorporati nell'interfaccia e l'uso con questo formato come segnale di riferimento quando i segnali devono essere resi sincroni per l'elaborazione digitale.
L'allegato D dell'AES11 (novembre 2005) mostra un metodo di esempio su come ottenere relazioni isosincrone in strutture AES3 distribuite su reti asincrone come quelle AES47, dove segnali di riferimento possono essere agganciate a fonti temporali comuni come i segnali GPS.
Lo standard AES11 può essere studiato scaricandone una copia dal sito web AES come AES11-2003 con la versione corrente data 21 novembre 2005.
In aggiunta, l'AES ha pubblicato uno standard correlato chiamato AES53, che specifica come i marcatori di tempo già specificati nello standard AES47 possano essere usati per associare un time stamp assoluto a singoli campioni audio. Ciò può essere associato con l'AES11 e usato per fornire un modo di allineare flussi da sorgenti disparate, inclusa la sincronizzazione di audio e video in strutture in rete.